# おとぎ話 (ヤナーチェク)
『おとぎ話』（チェコ語: Pohádka）は、レオシュ・ヤナーチェクがチェロとピアノのために作曲した室内楽曲。1910年に作曲し、1923年に改訂された。なお、ヤナーチェクは同時期に、チェロとピアノのためのホ短調の小品『プレスト』を作曲しており、これが『おとぎ話』と前後して演奏・録音されることがある。
ヴァシーリー・ジュコーフスキー（1783年 - 1852年）の詩『皇帝ベレンデイの物語』に基づいて作曲され、皇太子イワンが、許嫁である冥府の王女マリヤのもとに行って、結ばれるまでを題材としている。ヤナーチェクは物語を描写することは避けており、したがって本作を標題音楽と呼ぶことはできないが、全体的に暖かく親密で優美な情緒において、またチェロとピアノの組み合わせにおいて、イワンとマリヤの恋愛が音楽で表現されているものと見て差し支えない。同じく恋愛を題材としているとはいえ、後年の2つの弦楽四重奏曲『クロイツェル・ソナタ』と『ないしょの手紙』が個人的な価値観や経験を反映させ、激しい情熱と穏やかな至福とが交錯する主情的・主観的な作風を採るのに対し、『おとぎ話』はほのぼのした情感に貫かれ、表現も、より客観的である。
次の3楽章から成り、全体を通奏して11分前後の作品である。
- コン・モート - アンダンテ
- コン・モート - アダージョ
- アレグロ

楽曲構成においてことさら古典的な楽式に従うことはしておらず、弓奏による叙情的な歌と、ピッチカートによるリズミカルな曲想とが対比され、即興的に楽想が繰り広げられるなど、同時期のドビュッシーの『チェロ・ソナタ』に先行する着想が認められる。